# Tatiana Troyanos
Tatiana Troyanos (ur. 12 września 1938 w Nowym Jorku, zm. 21 sierpnia 1993 tamże) – amerykańska śpiewaczka operowa, mezzosopranistka.

## Życiorys
Rodzice Tatiany Troyanos byli śpiewakami operowymi: matka (Niemka, pochodząca ze Stuttgartu) – sopran koloraturowy, ojciec (urodzony na greckiej wyspie Kefalinia) – tenor. Rozwiedli się, gdy Tatiana była mała. Dzieciństwo spędziła na Manhattanie i w Queens, uczęszczała przez jakiś czas do Forest Hills High School. Następnie trafiła pod opiekę greckich krewnych, a 10 lat spędziła w Brooklyńskim Domu Dziecka. Tam zaczęła uczyć się teorii muzyki, solfeżu i gry na fortepianie, dzięki Louisowi Pietrini, byłemu muzykowi z Metropolitan Opera, który wolontariacko uczył dzieci nut i gry na instrumentach.
W kolejnych latach, Tatiana mogła studiować muzykę dzięki stypendium w Brooklyn Music School. Kiedy miała 16 lat, jeden z nauczycieli odkrył jej talent śpiewaczy, gdy występowała w chórze. Rozpoczęła wówczas studia w prestiżowej Juilliard School, trenując śpiew pod kierunkiem tenora Hansa Heinza.
W 1959 r. została wybrana do partii solowej w Pasji według św. Jana J.S. Bacha, a w 1962 zaśpiewała w Requiem G. Verdiego.

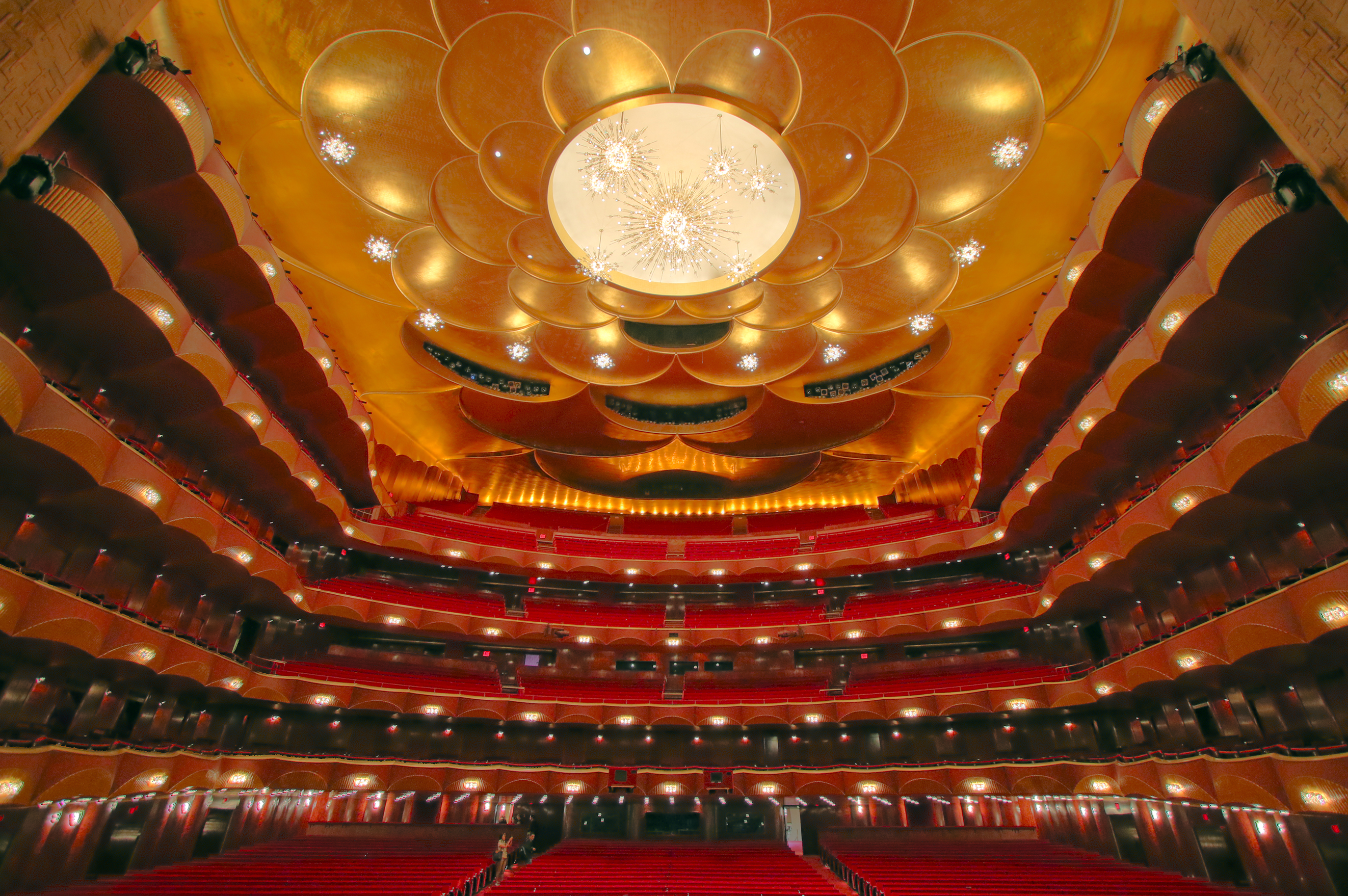
Wnętrze Metropolitan Opera

Została zatrudniona przez New York City Opera i w kwietniu 1963 zadebiutowała tam jako Hippolita w operowej adaptacji Snu nocy letniej autorstwa Benjamina Brittena. W tym samym sezonie śpiewała partię Jokasty w oratorium Oedipus Rex I. Strawinskiego i stale już występowała w różnych spektaklach do połowy 1965 roku.
Kolejne dziesięć lat śpiewała w Operze Narodowej w Hamburgu. 20 czerwca 1969 r. jako Joanna była wśród artystów wykonujących prawykonanie Diabłów z Loudun Krzysztofa Pendereckiego w reżyserii Konrada Swinarskiego. Przebywając w Europie, występowała także we Francji i Wielkiej Brytanii. W tym czasie zasłynęła m.in. wykonaniami tytułowej partii Ariodante w dziele Haendla.
Od wiosny 1976 była związana z Metropolitan Opera (MET), zachwycając przede wszystkim swoją rolą Oktawiana z opery Kawaler srebrnej róży: do 1986 roku Troyanos wystąpiła w tym spektaklu 30 razy. Jej mezzosopran był także przedmiotem zachwytów w partii Carmen w operze G. Bizeta, a także w utworach Monterverdiego, Mozarta, Händla i in.
Ostatni raz w MET zaśpiewała 1 maja 1993, występując w Zmierzchu bogów R.Wagnera. Zmarła kilka miesięcy później na raka, w ostatnim dniu życia śpiewając dla współ-pacjentów. 